# Parahelpis smithae
Parahelpis smithae är en spindelart som beskrevs av Gardzinska, Zabka 20. Parahelpis smithae ingår i släktet Parahelpis och familjen hoppspindlar. Inga underarter finns listade i Catalogue of Life.